# Ombyte av tåg
Ombyte av tåg är en svensk dramafilm från 1943 i regi av Hasse Ekman. Filmen är baserad på Walter Ljungquists roman Ombyte av tåg från 1933. I huvudrollerna ses Sonja Wigert, Hasse Ekman och Georg Rydeberg.

## Handling
Inga Dahl, en arbetslös skådespelerska, och Joakim Lundell är ett kärlekspar från flydda tider, som många år senare av en slump råkar mötas på en järnvägsstation. De dricker kaffe tillsammans och i två långa återblickar får man följa deras gemensamma kärlekssagas början och slut. 

## Om filmen
Filmen premiärvisades den 30 januari 1943 på biograf Grand vid Sveavägen i Stockholm. Den spelades in vid Sandrewateljéerna i Stockholm under november och december 1942, filmades av Göran Strindberg och producerades av Lorens Marmstedt. Förlagan är Walter Ljungquists debutroman Ombyte av tåg, som hade kommit ut 1933 och blivit premierad i en pristävling utlyst i Bonniers litterära magasin.
Ombyte av tåg har sänts i SVT, bland annat 1998, 2012, 2017, i oktober 2020, i oktober 2021 och i februari 2024.

## Rollista i urval
- Sonja Wigert – Inga Dahl
- Hasse Ekman – Joakim "Kim" Lundell
- Georg Rydeberg – Leo Waller, skådespelare
- Karin Kavli – Vera, Ingas rival, skådespelerska
- Georg Funkquist – Hugo Linde, teaterdirektör
- Ludde Gentzel – Anderson, teatervaktmästare
- Torsten Hillberg – herr Lundell, Kims far
- Gull Natorp – Rut Lundell, Kims mor
- Barbro Flodquist – Ebba, skådespelerska
- Gabriel Alw – läkaren
- Anna-Stina Wåglund – servitris på järnvägskaféet
- Gösta Bodin – en arg teaterbesökare
- Agda Helin – hans dam
- Willy Peters – repeterande skådespelare
- Astrid Bodin – servitris på järnvägsrestaurangen

## Kritik
Mjukt och artistiskt, kanske lite väl sentimentalt, tyckte kritikerna, som sedermera valde Ombyte av tåg till årets bästa film. Framförallt tyckte man att Hasse Ekman lyckats väl med personinstruktionen och med teatermiljöerna, där han ju också befann sig på sin pappas gata. 
Stig Almqvist i Aftontidningen skriver: "Hasse Ekman har regisserat fint, mjukt och återhållet. Ombyte av tåg har blivit hans bäst balanserade verk. Den okonstlade formen smyger sig väl intill innehållet, som hela tiden lever, ofta med flämtande låga. Man vill dock även säga, att avsiktligheten tränger sig fram. Spontan, kan icke Ombyte av tåg kallas, men hellre än att klandra Hasse Ekman för hans medvetenhet i manuskript och regi, erkänner man hans stilkänsla." Liksom de flesta andra gav Stig Almqvist Georg Rydebergs rolltolkning mest beröm, och han lovordade även Sonja Wigert för hennes lämplighet för just den här rollen. Mot regissörens egna skådespelarprestationer var han däremot kritisk: "Men någon dugande kraft är han ännu inte som aktör och vid närmare prövning måste man anmärka även på hans replikföring."
Signaturen O R-t i Dagens Nyheter skriver: "Hasse Ekman hade inte någon särskild framgång med sin förra film. Med Ombyte av tåg tar han nu revansch. Alla skall kanske inte tycka lika bra om den, lite sentimental är den onekligen och lite färglöst monoton på sina ställen, men eljest måste jag bekänna att den tilltalade mig personligen mer än de flesta filmer under säsongen. Den är en vacker liten sak med något, som vi inte är bortskämda med i svensk film: artistisk touche."

## Musik i filmen
- "Borgmästar' Munthe", kompositör Alice Tegnér
- "Poliskonstapeln" ("Här är polisen, som mitt i gatan står"), kompositör och text Stina Nyström, Brita Nyström och Nils-Henrik Nyström
- "Så längtar jag till dig igen", kompositör Miff Görling och Sune Östling, text Heman, instrumental
- Rosamunda von Cypern, op. 26. Entr'acte, kompositör Franz Schubert, instrumental
- Rosamunda von Cypern, op. 26 (Rosamunda), kompositör Franz Schubert, framförs instrumentalt på piano
- "Hofball-Tänze", op. 161, kompositör Josef Lanner, instrumental
- "Den vackraste visan om kärleken", text Ture Nerman, deklameras av Sonja Wigert
- "Det är vackrast när det skymmer", text Pär Lagerkvist, deklameras av Sonja Wigert

## DVD
Filmen gavs ut på VHS 1992 och på DVD 2013.